# 8832 Альтенрат
8832 Альтенрат (1989 EC3, 1977 FE1, 1977 GS, 1979 UE1, 8832 Altenrath) — астероїд головного поясу, відкритий 2 березня 1989 року.
Тіссеранів параметр щодо Юпітера — 3,403.